# Hugo-Wolf-Gesamtausgabe
Die Hugo-Wolf-Gesamtausgabe ist die wissenschaftlich-kritische Ausgabe sämtlicher Werke des Komponisten Hugo Wolf (1860–1903), die im Musikwissenschaftlichen Verlag Wien (MWV) erschienen ist.

## Herausgeber / Verlagsleitung
Herausgeber der Hugo-Wolf-Gesamtausgabe ist die Internationale Hugo-Wolf-Gesellschaft. Die wissenschaftliche Editionsleitung besorgte zunächst Hans Jancik. Nach dessen Tod wurde sie von Leopold Spitzer fortgesetzt. Im Musikwissenschaftlichen Verlag Wien sind nach Herbert Vogg seit 2001 Tilly Eder als Geschäftsführerin und Angela Pachovsky als Verlagsleiterin für die Gesamtausgabe verantwortlich.

## Erstdrucke zu Lebzeiten und frühe kritische Ausgaben
Noch zu Lebzeiten von Hugo Wolf, der sich damals bereits in der Niederösterreichischen Landesirrenanstalt befand, begann der Hugo-Wolf-Verein Wien im Jahr 1900 den Nachlass des Komponisten systematisch zu sichten und noch nicht Publiziertes zur Veröffentlichung vorzubereiten. Bereits 1905 waren die meisten Werke im Druck erschienen, wobei teils massive Eingriffe seitens der Herausgeber stattgefunden hatten. Andere Werke, vor allem aus der Jugendzeit wurden einer Veröffentlichung gar nicht erst würdig befunden.
Der 1933 zur Herausgabe einer Bruckner-Gesamtausgabe gegründete Musikwissenschaftliche Verlag begann unter seinem wissenschaftlichen Editionsleiter Robert Haas, dem Direktor der Musiksammlung der Österreichischen Nationalbibliothek, auch mit der Planung einer Wolf-Gesamtausgabe. In der Folge wurde Penthesilea in einer kritischen Ausgabe vorgelegt, Scherzo und Finale sowie mehrere Jugendlieder wurden erstmals veröffentlicht. Infolge des Anschlusses Österreichs an das Deutsche Reich 1938 wurde der MWV in Wien aufgelöst und die Weiterführung der Bruckner-Gesamtausgabe nach Leipzig transferiert, womit die Bemühungen um eine Wolf-Gesamtausgabe vorerst erloschen.

## Die Hugo-Wolf-Gesamtausgabe 1956–1998
Um die Erstellung einer Gesamtausgabe erneut voranzutreiben, wurde 1956 die Internationale Hugo-Wolf-Gesellschaft gegründet. Hauptanliegen sollte die „Herausgabe und Verbreitung der kritisch-wissenschaftlichen Gesamtausgabe der Werke Hugo Wolfs“ in Zusammenarbeit mit dem zwischenzeitlich wieder nach Wien zurückgekehrten Musikwissenschaftlichen Verlag sein. Editionsleiter der Wolf-Gesamtausgabe wurde der Musikwissenschaftler Hans Jancik (1905–2001). Zum 100. Geburtstag Wolfs erschien 1960 der erste Band, der das Streichquartett d-Moll, das Intermezzo Es-Dur und die Serenade für Streichquartett enthält. Nachdem Leopold Spitzer 1991 von Jancik die Leitung übernahm, erarbeitete er die bis dahin noch ausständigen Bände, darunter die Oper Der Corregidor. Bei Nachdrucken früherer Bände ergänzte er die Revisionsberichte. 1998 wurde die Gesamtausgabe mit dem Band der Fragmente für Orchester abgeschlossen.

## Chronologie der Hugo-Wolf-Gesamtausgabe
- 1960 Streichquartett d-Moll / Intermezzo Es-Dur für Streichquartett / Serenade für Streichquartett (Hans Jancik)
- 1963 Gedichte von Eduard Mörike (Jancik; Leopold Spitzer mit Revisionsbericht 1994)
- 1965 Italienische Serenade (Jancik)
- 1967 Spanisches Liederbuch (Jancik; Spitzer mit Rev.-Bericht 1994)
- 1969 Nachgelassene Lieder II (Jancik)
- 1970 von Joseph von Eichendorff (Jancik; Spitzer mit Rev.-Bericht 1993)
- 1971 Penthesilea (Jancik)
- 1972 Italienisches Liederbuch (Jancik; Spitzer mit Rev.-Bericht 1991, 1997)
- 1974 Kleine Chöre (Jancik) / Klavierkompositionen (Jancik)
- 1975 Manuel Venegas (Spitzer)
- 1976 Nachgelassene Lieder III (Jancik)
- 1978 Gedichte von Johann Wolfgang von Goethe (Jancik; Spitzer mit Rev.-Bericht 1996)
- 1979 Scherzo und Finale (Jancik)
- 1980 Nachgelassene Lieder I (Jancik)
- 1981 Lieder nach verschiedenen Dichtern (Jancik; Spitzer mit Rev.-Bericht 2001, 2002)
- 1982 Lieder mit Orchesterbegleitung I (Jancik)
- 1983 Lieder mit Orchesterbegleitung II (Jancik)
- 1986 Chöre mit Orchesterbegleitung (Jancik)
- 1987 Musik zu Ibsens „Das Fest auf Solhaug“ (Jancik)
- 1992 Fragmente und Skizzen I / II (Jancik – Isabella Sommer)
- 1994 Konzert für Klavier und Violine op. 6 (Spitzer mit Rev.-Bericht)
- 1995 Der Corregidor (Spitzer)
- 1997 Klavierkompositionen. Fragmente (Spitzer mit Rev.-Bericht)
- 1998 Nachgelassene Lieder IV. Fragmente / Orchesterwerke. Fragmente (Spitzer mit Rev.-Bericht)

Zu allen Chor- und Orchesterwerken wurden vom Musikwissenschaftlichen Verlag Wien auch die Aufführungsmateriale hergestellt.